# Frederik Høegh
Andreas Frederik „Fare“ Hans Kristen Høegh (* 25. Juli 1895 in Qaqortoq; † 2. Oktober 1970 in Nuuk) war ein grönländischer Buchdrucker, Redakteur, Kaufmann und Landesrat.

## Leben
Frederik Høegh war der Sohn des Büchsenmachers Peter Billiam Gerhard Høegh und dessen Frau Amalie Cecilie Thaarup. Zu seinen Brüdern gehörten der Zimmermann und Architekt Pavia Høegh (1886–1956) sowie der Schmied John Høegh (1890–1966), die beide ebenfalls im Landesrat saßen.
Frederik Høegh begann in jungen Jahren eine Lehre als Buchdrucker in der 1857 von Hinrich Johannes Rink gegründeten Druckerei in Nuuk, in der er ab 1921 angestellt war. 1931 wurde er Udstedsverwalter in Ammassivik, wechselte aber 1939 nach Narsaq, wo er bis zu seiner Pensionierung am Neujahrstag 1957 arbeitete.
Mit dem Verlassen von Ammassivik 1939 musste er seinen Platz im Landesrat zurückgeben, in den er erst kurz zuvor gewählt worden war. Er war auch im Sysselrat und im Gemeinderat tätig, wo er zeitweise Vorsitzender war. Von 1933 bis 1948 gab Frederik Høegh in einer eigenen kleinen – und damit der ersten grönländischen privaten – Druckerei die südgrönländische Lokalzeitung Sujumut heraus, die die erste Lokalzeitung des Landes war. Er war Träger der Kongelige Belønningsmedalje 1. Grades und starb 1970 im Alter von 75 Jahren nach längerer Krankheit im Krankenhaus von Nuuk.